# Syntomeida hampsoni
Syntomeida hampsoni är en fjärilsart som beskrevs av Barnes 1904. Syntomeida hampsoni ingår i släktet Syntomeida och familjen björnspinnare. Inga underarter finns listade i Catalogue of Life.